# Victor et Victoria (film, 1933)
Pour les articles homonymes, voir Victor et Victoria.
Pour plus de détails, voir Fiche technique et Distribution.
Victor et Victoria (titre original en allemand : Viktor und Viktoria) est un film musical allemand réalisé par Reinhold Schünzel, sorti en 1933. 
Une version française intitulée Georges et Georgette fut tournée par le même réalisateur, Reinhold Schünzel, en collaboration avec un réalisateur français, Roger Le Bon, sortie en 1934, avec Meg Lemonnier (Georgette), Julien Carette (Georges), Lise Delamare et Paulette Dubost. 
Un remake britannique fut tourné par Victor Saville sous le titre First a Girl, sorti en 1935. 
Victor et Victoria a fait l'objet d'un remake en 1957 de même titre, réalisé en allemand par le Tchécoslovaque Karl Anton. 
Le Victor Victoria de Blake Edwards, sorti en 1982, avec Julie Andrews en fut une autre version à succès.
Cependant, si toutes ces différentes versions brodent sur le même thème, les histoires racontées sont assez éloignées les unes des autres.

## Synopsis
Susanne (interprétée par Renate Müller) rencontre l'acteur Viktor Hempel (Hermann Thimig) qui lui propose de participer à un spectacle dans lequel elle jouerait le rôle d'un homme travesti en femme.

## Fiche technique
- Titre français : Victor et Victoria[1]
- Titre original : Viktor und Viktoria
- Réalisation : Reinhold Schünzel
- Scénario : Reinhold Schünzel
- Photographie : Konstantin Irmen-Tschet
- Musique : Franz Doelle
- Montage : Arnfried Heyne
- Durée : 100 min
- Date de sortie : 
  - Troisième Reich : 1933
  - France : 15 février 1935[1]

## Distribution
- Renate Müller : Susanne Lohr / « la comtesse Viktoria »
- Hermann Thimig : l'acteur Viktor Hempel
- Anton Walbrook : Robert
- Hilde Hildebrand : Ellinor
- Fritz Odemar : Douglas
- Friedel Pisetta : Lilian
- Aribert Wäscher : l'agent théâtral Francesco Alberto Punkertin
- Raffles Bill : l'artiste de varietés
- Henry Lorenzen : coiffeur
- Trude Lehmann : infirmière
- Rudolf Platte

## Articles annexes
- Liste de longs métrages allemands créés sous le Troisième Reich
- LGBT au cinéma